# Tropischyrocerus socia
Tropischyrocerus socia is een vlokreeftensoort uit de familie van de Ischyroceridae. De wetenschappelijke naam van de soort is voor het eerst geldig gepubliceerd in 1989 door Myers.